# Farman NC.470
Le Farman NC.470 était un hydravion bimoteur français conçu à la fin des années 1930.
Initialement prévu afin d'entraîner les personnels de la Marine nationale, il est également utilisé à des fins de reconnaissance côtière.

## Conception et développement
Au cours de l'année 1935, la firme des avions Farman travailla à la conception du F-470, un appareil bimoteur conçu dès le début comme un appareil d'entraînement pour les militaires de la Marine. Le projet fut jugé recevable et l'état passa commande de dix avions le 8 mars 1936.
Cette même année, la société Farman fut nationalisée et fusionnée avec la société Hanriot, afin de constituer la CNCAC (Société Nationale de Constructions Aéronautiques du Centre). L'avion fut renommé NC-470 et effectua un vol d'essai le 27 décembre 1937, mais en étant doté d'un train d’atterrissage en lieu et place de ses flotteurs. 
L'avion ayant donné satisfaction durant ses essais, il entra en production avec deux moteurs radiaux Gnome et Rhône de 480 chevaux, portant sa vitesse à 230 km/h.
Construit à trente-quatre exemplaires au total, le NC.470 pouvait emporter un équipage de six personnes : deux pilotes, un navigateur/bombardier, un opérateur radio, un mécanicien de bord et un mitrailleur, occupant le cockpit dorsal ouvert doté d'une mitrailleuse Darne. 
L'avion possédait une autonomie de six heures et emportait jusqu'à 200 kg de bombes. 

## Carrière
Le NC.470 était surtout destiné à servir d'avion d'entraînement pour les pilotes et le personnel navigant de l'aéronavale française mais, à l'approche de la guerre, la pénurie d'avions de reconnaissance côtière se fit sentir, et le NC.470 fut assigné à ce rôle afin de pallier les manques. Trente-quatre de ces appareils étaient en service à la capitulation française ; ils furent inspectés par les services de la Kriegsmarine et de la Luftwaffe, et autorisés à servir sous les couleurs de l'aviation de Vichy, bien que les vols soient rares et systématiquement soumis à l'autorisation expresse de l'occupant. 
Finalement, quatorze de ces appareils furent capturés par l'Allemagne lors de l'occupation du sud de la France en novembre 1942.